# Skatan på galgen
Skatan på galgen är en målning av den flamländske renässanskonstnären Pieter Bruegel den äldre. Den målades 1568 och är utställd på Hessisches Landesmuseum i Darmstadt. 
I bildens mitt syns en galge och två skator, den ena uppflugen på galgen och den andra sittande på en stubbe vid klippan nedanför. Galgen utgör en så kallad omöjlig figur eftersom de två stöden vid marken står bredvid varandra medan den överliggande bjälken är riktad på djupet. Till vänster om galgen syns ett antal människor. En person spelar säckpipa och tre andra dansar. Längst till vänster sitter en man på huk med neddragna byxor och utför sina behov. Bakom breder ett storslaget landskap ut sig med en by i mellangrunden och en borg i bakgrunden. Höger om galgen avbildas en gård med en vattenkvarn. Förgrunden utmärks av varma färgtoner som övergår till kallare och blåare nyanser i bakgrunden vilket ger en illusion av luftperspektiv. Stilgreppet benämns världslandskap eller med den tyska termen Weltlandschaft(en). 
Skatan på galgen var en av Bruegels sista målningar och anses vara fylld av budskap till sin samtid som är svårare att förstå idag. Den utfördes i en orolig tid; reformationen hade spritt sig i Nederländerna. År 1566 genomförde kalvinisterna en så kallad bildstorm när de stormade katolska kyrkor och förstörde statyer av helgon som de ansåg vara hädiska. För att stoppa förstörelsen och oron skickade den habsburgske kejsaren Filip II av Spanien den hårdföre hertigen Fernando Álvarez de Toledo Alba till Nederländerna med en armé. Det blev inledningen på det blodiga nederländska frihetskriget. Personerna i Bruegels målning har tolkats som orädda frihetsälskande nederländare som dansar, och till och med skiter, under kejsarens galge. Skatorna tros symbolisera människor som far med skvaller, det vill säga inhemska angivare som arbetade för habsburgarna. Liknelsen om de blinda är en av Bruegels samtida målningar som anses innehålla liknande budskap. 